# Pauligne
Pauligne – miejscowość i gmina we Francji, w regionie Oksytania, w departamencie Aude.
Według danych na rok 1990 gminę zamieszkiwały 314 osoby, a gęstość zaludnienia wynosiła 52 osoby/km² (wśród 1545 gmin Langwedocji-Roussillon Pauligne plasuje się na 617. miejscu pod względem liczby ludności, natomiast pod względem powierzchni na miejscu 963.).